# Podomyrma minor
Podomyrma minor är en myrart som beskrevs av Horace Donisthorpe 1949. Podomyrma minor ingår i släktet Podomyrma och familjen myror. Inga underarter finns listade i Catalogue of Life.

## Bildgalleri

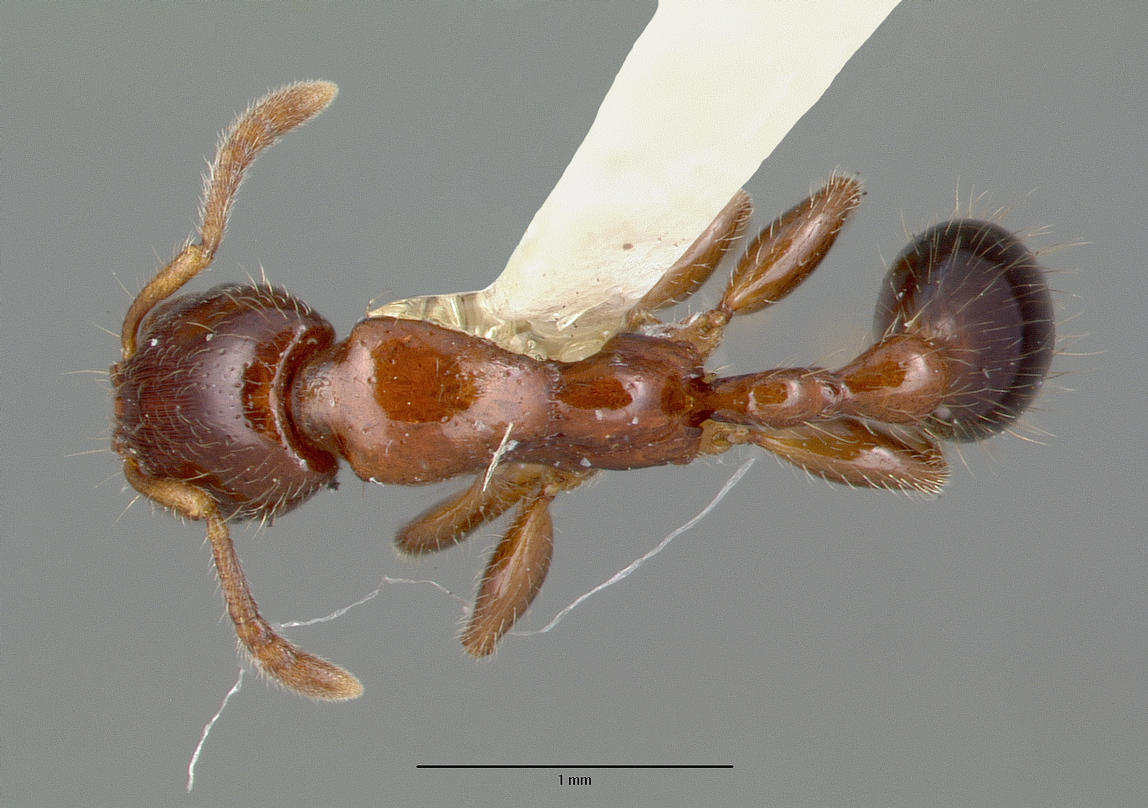
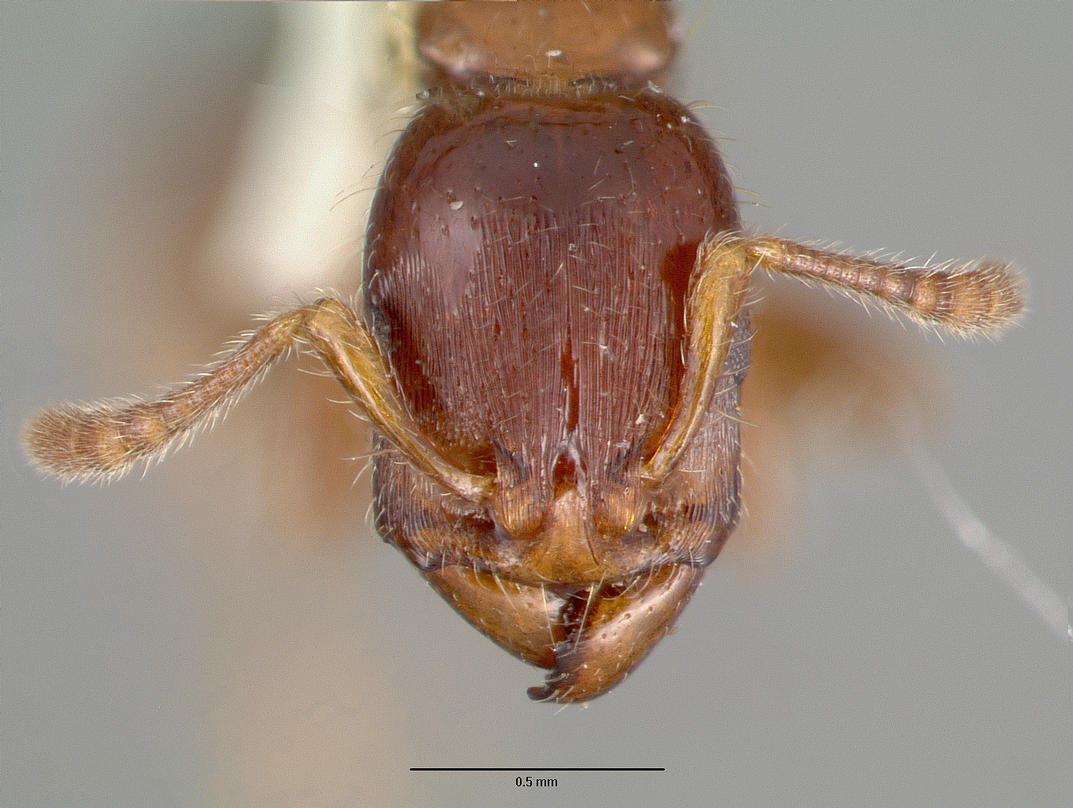
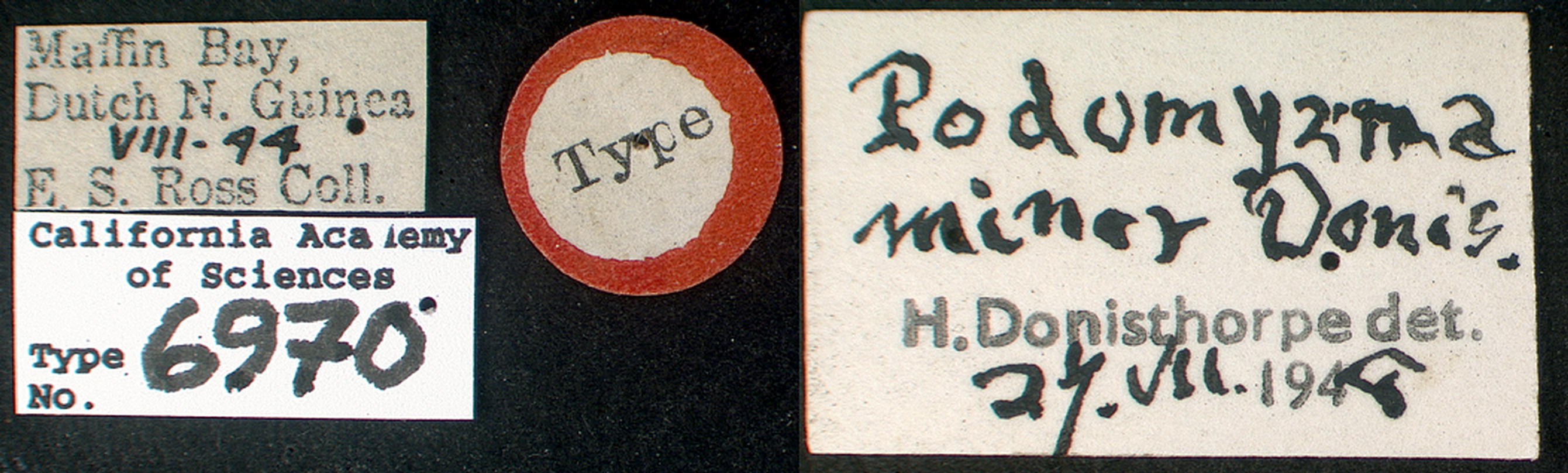
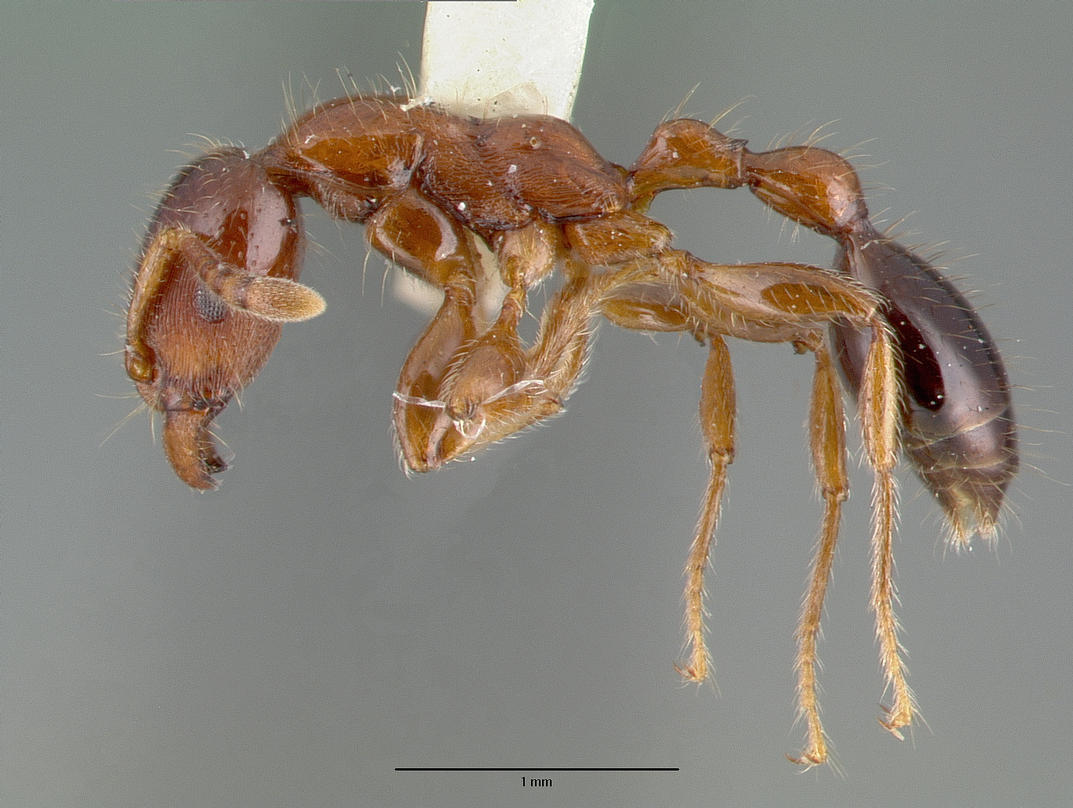